# Fikret Abdić
Fikret Abdić (* 29. September 1939 in Donja Vidovska bei Velika Kladuša, Königreich Jugoslawien) ist ein bosnischer Unternehmer, Politiker, ehemaliger Warlord und verurteilter Kriegsverbrecher. Abdić ist bei seinen Anhängern unter seinem Spitznamen Babo (deutsch: Vater) bekannt. Von November 2016 bis Ende 2024 war er Bürgermeister von Velika Kladuša.

## Werdegang

### Bis 1989
Im ehemaligen Jugoslawien war Fikret Abdić Direktor des staatlichen Agrarkonzerns Agrokomerc. Ende der 80er Jahre gab es um diesen Konzern einen großen Skandal, da Abdić jahrelang durch ungedeckte Wechsel die ständigen Verluste von Agrokomerc verschleiert hatte. Er wurde 1987 wegen Betrugs verurteilt und saß rund zwei Jahre im Gefängnis.

### Bosnische Politik
Nach seiner Haftentlassung schloss er sich der Partei Alija Izetbegovićs an, der SDA (Partei der demokratischen Aktion). Die Partei gewann die Wahlen von 1990 und Fikret Abdić hätte nach dem bosnischen Wahlsystem auch das Präsidentenamt antreten können, verzichtete jedoch aus nicht näher bekannten Gründen zugunsten von Alija Izetbegović. Seine Tochter Elvira gab als Grund eine Morddrohung gegen die gesamte Familie an, hätte Fikret Abdić nicht auf das Amt verzichtet.

### Autonome Provinz Westbosnien
Im Frühjahr 1992 wurde Fikret Abdić von Seiten der Bosniaken vorgeworfen, in einen Staatsstreich gegen Alija Izetbegović verwickelt gewesen zu sein. Seine Rolle ist ungeklärt, es hatte jedoch zur Folge, dass Abdić von den Europäern zu Friedensgesprächen parallel zu Alija Izetbegović eingeladen wurde. Es wird vermutet, dass diese Sonderrolle Fikret Abdić ermunterte, am 27. September 1993 die Autonome Provinz Westbosnien zu proklamieren. De facto handelte es sich dabei um die Gemeinde Velika Kladuša und Teile der Gemeinde Cazin. In Deutschland ist diese Region besser bekannt als Teil der bosniakischen Sicherheitszone und Enklave Bihać. Als Führer dieser autonomen Region schloss er einen Separatfrieden mit den bosnischen Serben und kam zu einer Verständigung mit Kroatien über einen Verzicht auf militärische Gewaltanwendung.
Die Autonome Provinz Westbosnien kollabierte im August 1995 unter einem gemeinsamen Angriff der bosnischen und kroatischen Armee. Während rund 30.000 Soldaten seiner Miliz in Kriegsgefangenschaft gerieten, konnte Fikret Abdić unter dem persönlichen Schutz des kroatischen Präsidenten Franjo Tuđman unbehelligt nach Kroatien entkommen.

### Kriegsverbrecherprozess
Erst nach Tuđmans Tod wurde Fikret Abdić 2001 verhaftet und in Kroatien als Kriegsverbrecher angeklagt. Wegen seiner Beteiligung am Tod von 400 Zivilisten und der Errichtung von Lagern wurde er im Juli 2002 von einem Gericht in Karlovac zu 15 Jahren Haft verurteilt. Im April 2004 bestätigte das Oberste Gericht Kroatiens das Urteil. 2005 erhoben seine Anwälte Anklage gegen den Staat Kroatien beim Europäischen Gerichtshof für Menschenrechte, da der Prozess nicht fair und ohne richtige Beweise verlaufen sei.
Am 9. März 2012 wurde Abdić aus dem Gefängnis in Pula entlassen.
Seine damalige Partei Demokratska narodna zajednica (Demokratische Volksgemeinschaft) ist seit 2002 im bosnischen Parlament vertreten.

### Nach der Haft
Im Dezember 2013 verließen Abdić und seine Tochter nach einem längeren innerparteilichen Streit die DNZ und gründeten die Laburistička stranka Bosne i Hercegovine.
Bei den Lokalwahlen 2016 wurde Abdić zum Bürgermeister seiner Heimatstadt Velika Kladuša gewählt und 2020 im Amt bestätigt. Da bei der Wahl im Oktober 2024 Boris Horvat zum Nachfolger gewählt wurde, endete seine Amtszeit entsprechend.